# Kállay Gábor
Kállay Gábor (Budapest, 1953. január 2. –) magyar operaénekes (tenor), furulyaművész, zenepedagógus, zeneszerző.
Színpadi szerepei mellett a magyar régizenei mozgalom jeles alakja, több neves kamarazenekar tagja volt énekes szólistaként, blockflöte- és rebekművészként (Régi Zene Stúdió, Camerata Hungarica, Mandel Quartet, Capella Savaria, Affetti Musicali, Excanto stb.).

## Életútja
1976-ban a Budapesti Műszaki Egyetemen szerzett villamosmérnöki diplomát. Az egyetemen töltött évek során tagja volt a Műegyetemi Zenekarnak, aminek köszönhetően a zenei pálya mellett kötelezte el magát. Két évig azonban még a szakmájában dolgozott, majd 1978 és 1985 között a Zeneakadémia ének tanszékének növendéke volt Simándy József és Keönch Boldizsár tanítványaként. Ezzel párhuzamosan, 1978-tól a Czidra László által 1970-ben alapított, főként reneszánsz és barokk tánczenét, középkori szakrális muzsikát, diákdalokat és virágénekeket előadó Camerata Hungarica együttes énekes szólistája, illetve fúvós hangszerek, elsősorban blockflöte megszólaltatója lett. 1985-ben, frissen végzett zeneakadémistaként a Magyar Állami Operaház magánénekese lett. Elsősorban comprimario-alakításokkal bízták meg, de emellett hangverseny- és oratóriuménekesként is fellépett.
Időközben még opera tanszakos zeneakadémiai hallgatóként, 1981-ben negyedmagával – Mandel Róberttel, Márta Istvánnal és Jakobi Lászlóval – részt vett az elsősorban középkori és reneszánsz tánczenét, barokk kamarazenét játszó, de a történeti és kortárs zene ötvözésével is kísérletező Mandel Quartet megalapításában. Az együttesben elsősorban blockflötén, hegedűn és rebeken játszott, illetve énekszólistaként is szerepelt, de művészeti vezetőként az ő feladata volt a repertoár összeállítása és a zenei darabok hangszerelése is. A zenekar történetének első évtizedében főként Nyugat-Európában voltak ismertek, gyakran koncerteztek a Német Szövetségi Köztársaságban, Svédországban, Olaszországban és másutt, német televíziós műsorok vendégeiként léptek fel. Magyarországon elsősorban kisebb közönség előtt, a Zeneakadémián, a Pesti Vigadóban stb. léptek fel, első hazai nagylemezük anyagát is csak 1987-ben vették fel.
1998-ban vezetésével – két lányával, Kállay Katalinnal (blockflöte) és Ágnessel (cselló), valamint tanítványával, Csáki Andrással (gitár) kiegészülve – megalakult az Excanto kamaraegyüttes. Repertoárjukon elsősorban reneszánsz és barokk zenei darabok szerepelnek. Czidra László 2001-ben bekövetkezett halála után átvette a Camerata Hungarica együttes művészeti vezetését. Ezzel párhuzamosan a Mandel Quartetben 2012-ig aktív maradt, bár az eredeti tagokból addigra csupán Mandel és ő maradtak a zenekarban. Ezt követően több fiatal zenésszel és táncosokkal kiegészülve, Robert Mandel Ensemble néven folytatták a közös muzsikálást.
Ének- és zeneművészi pályafutásával párhuzamosan zeneszerzőként is hírnevet szerzett magának, zenei darabok és etűdök mellett több átirat komponistája, az Artisjus Magyar Szerzői Jogvédő Iroda komolyzeneszerzői osztályának tagja. Emellett a Weiner Leó Zeneiskola és Zeneművészeti Szakközépiskola, valamint a Ferencvárosi Ádám Jenő Zeneiskola blockflötetanára.

## Főbb színpadi szerepei
A Színházi adattár alapján.
- Triquet (Csajkovszkij: Anyegin, Magyar Állami Operaház, 1984)
- Edmond diák (Puccini: Manon Lescaut, Magyar Állami Operaház, 1985)
- Faninal udvarmestere (Strauss: A rózsalovag, Magyar Állami Operaház, 1985)
- Eisslinger szatócs (Wagner: A nürnbergi mesterdalnokok, Magyar Állami Operaház, 1986)
- Mihelisz (Szokolay: Ecce homo, Magyar Állami Operaház, 1987)
- Ramiro lovag (Mozart: Az álruhás kertészlány, Magyar Állami Operaház, 1987)
- 1. matróz (Henry Purcell: Dido és Aeneas, Magyar Állami Operaház, 1988)
- Kormányos (Wagner: A bolygó hollandi, Magyar Állami Operaház, 1988)
- Benvolio (Gounod: Rómeó és Júlia, Magyar Állami Operaház, 1988)
- Heinrich (Wagner: Tannhäuser, Magyar Állami Operaház, 1990)
- Ecclitio, állítólagos csillagász (Haydn: Il Mondo della luna, Budapesti Kamaraopera, 1992)
- Poisson (Cilea: Adriana Lecouvreur, Magyar Állami Operaház, 1992)
- Froh (Wagner: A Rajna kincse, Magyar Állami Operaház, 1993)
- Fiatal pap (Mozart: A varázsfuvola, Soproni Ünnepi Hetek, 1993)
- Lerma gróf (Verdi: Don Carlos, Magyar Állami Operaház, 1994)
- Monostatos (Mozart: A varázsfuvola, Budapesti Kamaraopera, 1994)
- Ruiz (Verdi: Il Trovatore, Ferencvárosi Ünnepi Játékok, 1995)
- I. komornyik, elnök (Vajda: Leonce és Léna, Magyar Állami Operaház, 1999)
- Krucsov bojár (Muszorgszkij: Borisz Godunov, Magyar Állami Operaház, 1999)
- Remendado csempész (Bizet: Carmen, Magyar Állami Operaház, 2000)
- Eisslinger szatócs (Wagner: A nürnbergi mesterdalnokok, Magyar Állami Operaház, 2006, 1986 után másodszor játszotta a szerepet)
- Arisztophanész (Telemann: A türelmes Szókratész)

## Főbb zeneművei
- Hangnemgyakorló szopránfurulyára: Zongorakíséretes előadási darabokkal. Budapest: Editio Musica Budapest. 2001.
- Barokk mesterek variációi I.: Szoprán- és altfurulyára: Szólódarabok continuóval. Budapest: Editio Musica Budapest. 2006.
- Barokk mesterek variációi II.: Duettek szoprán- és altfurulyára. Budapest: Editio Musica Budapest. 2010.
- Duettino: Két altfurulyára. Budapest: Kontrapunkt Music. 2011.
- Bartók Béla: Román népi táncok: Átirat 5 furulyára. Budapest: Kontrapunkt Music. 2016.
- Bartók furulyákra I.: Három hangszerre. Budapest: Kontrapunkt Music. 2016.
- Bartók furulyákra II.: Négy hangszerre. Budapest: Kontrapunkt Music. 2016.